# Gvozd-hegységi csata

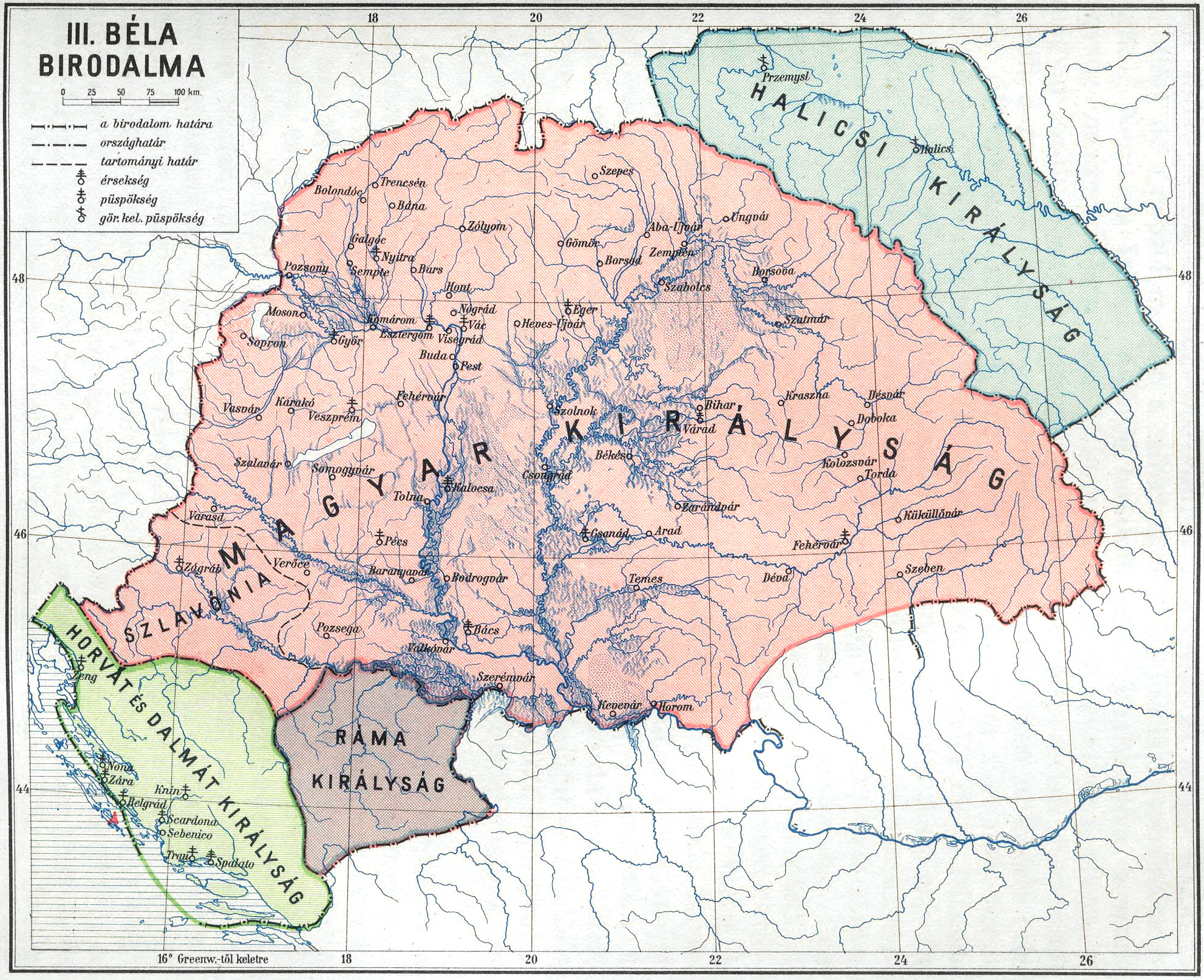
Magyarország III. Béla idején

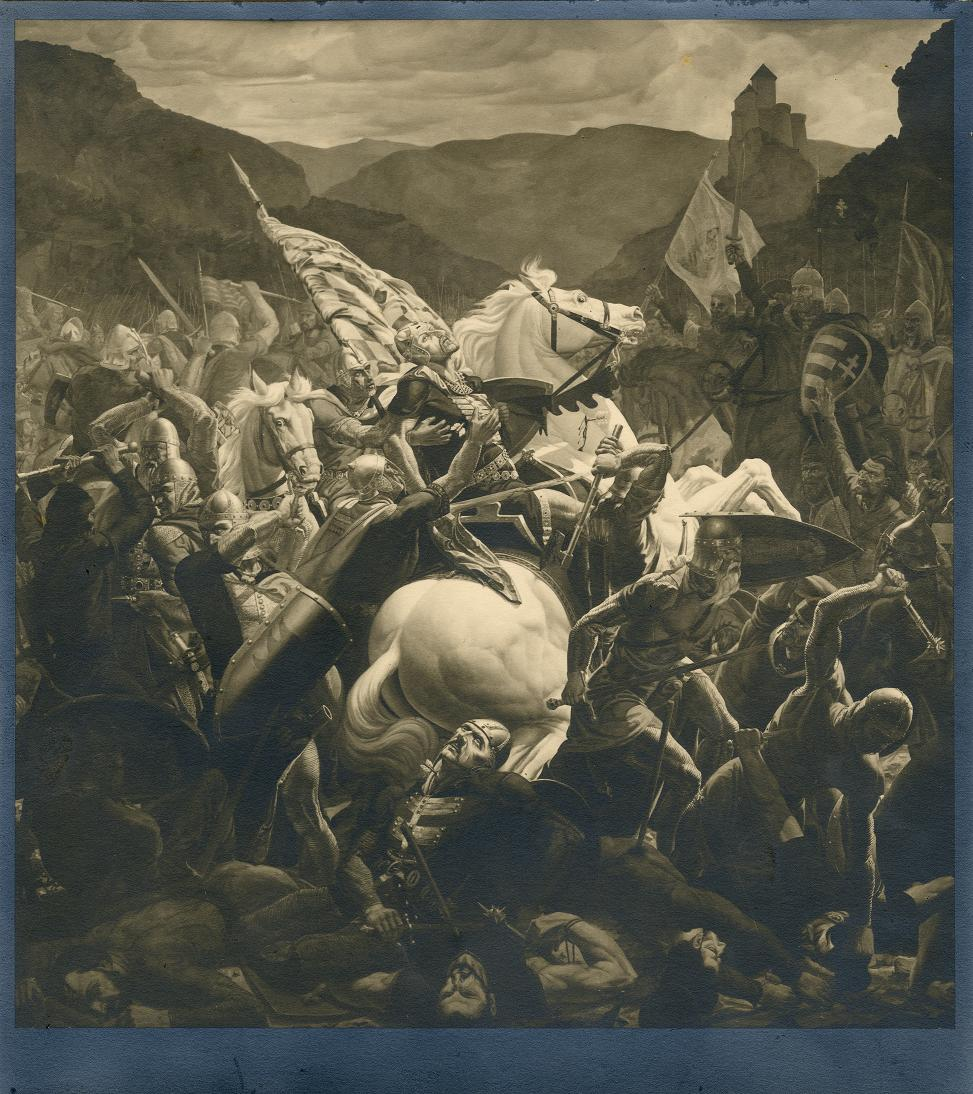
Svačić Péter halála a Gvozd-hegységi csatában, Josip Horvat Međimurec festménye

A Gvozd-hegységi csata (más néven Péter-hegyi csata) 1097-ben zajlott le a horvátországi Gvozd-hegységben a magyar és horvát seregek között. A csata magyar győzelemmel végződött, aminek következménye a horvát állam megszűnése lett.

## Előzmények
1090-ben a Dmitar Zvonimir horvát király halála után kitört trónharcok során I. László magyar király seregével betört Horvátországba, és legyőzte II. István horvát királyt. Ezt követően, habár látszólag meghagyta az ország függetlenségét, unokaöccsét, Álmos herceget koronáztatta horvát királlyá, így Horvátország magyar befolyás alá került. A horvátok 1093-ban fellázadtak és elűzték Álmost, majd Svačić Pétert koronázták királlyá. Megkezdődött a háború, amelyben kezdetben a magyar seregek nem tudtak diadalt aratni a horvátok felett. A Szent László király után uralomra került Könyves Kálmán azonban már nagyobb sikerrel vette fel a harcot a horvátokkal.

## A csata
1097-ben azzal a szándékkal, hogy megszerezze a horvát trónt, Kálmán király nagy sereget küldött a horvátok ellen, amely átkelt a Dráva folyón és megszállta Horvátország északi részét. Péter király emiatt székhelyét az Adriai-tenger partján fekvő Knin városba tette át, majd megkísérelte feltartóztatni a magyar sereget. A horvát és magyar sereg a Gvozd-hegységnél találkozott, majd az itt kialakult csatában Svačić Péter életét vesztette, így a csata a magyarok győzelmével zárult.

## Következmények
A csata végzetes következményekkel járt a horvátokra nézve. Péter király halála után nem voltak képesek továbbra is ellenállni a magyaroknak, így Könyves Kálmán serege megszállta az országot, majd 1102-ben Horvátország királyává koronáztatta magát. Horvátország reálunióba került Magyarországgal és ez az állapot egészen 1918-ig, az első világháború végéig fennmaradt. 

Meg kell jegyezni, hogy ekkor a Gvozd vízválasztóján túli, tengerparti részeket értették Horvátország alatt. Itt beszélik a nyugati délszláv dialektusok közül az ún. „čakavica” nyelvjárást, ami megfelel az eredeti értelemben vett „horvátnak”. („Szlavónia”/„Tótország” ekkor még a Száva és Dráva közének felső szakaszát jelölte a Gvozd vízválasztóján innen (északra). Itt ún. „kajkavica” nyelvjárást beszélik, mely a szlovénhez közelebb áll, amit a klasszikus „szlavónnak” (tótnak) tekinthetünk. A közjogi és identitásbeli szeparáció pedig több lépcsőben zajlott le 1527 után, létrehozva végül a 19. század elejére az ún. illírizmust, meg a kajkavica szlavónok identitásbeli elhorvátosodását és elhorvátosítását.)
Horvátország függetlenné válása után a Gvozd-hegységet Péter király emlékére Petrova gora-nak, azaz Péter-hegynek nevezték el.

## Fordítás
- Ez a szócikk részben vagy egészben  a   Battle_of_Gvozd_Mountain című angol Wikipédia-szócikk fordításán alapul.  Az eredeti cikk szerkesztőit annak laptörténete sorolja fel. Ez a jelzés csupán a megfogalmazás eredetét és a szerzői jogokat jelzi, nem szolgál a cikkben szereplő információk forrásmegjelöléseként.